# 4895 Embla
A 4895 Embla (ideiglenes jelöléssel 1986 TK4) a Naprendszer kisbolygóövében található aszteroida. Poul Jensen fedezte fel 1986. október 13-án.